# Kowalewice (Miastko)
Kowalewice (deutsch Julienhof) ist ein Dorf der Gmina Miastko im Powiat Bytowski in der polnischen Woiwodschaft Pommern (Kreis Rummelsburg).

## Geographische Lage
Kowalewice  liegt in der westliche Mitte der Woiwodschaft Pommern, 8 Kilometer nördlich der Kreisstadt Miastko (deutsch Rummelsburg).